# Kicar
Kicar je naselje v Mestni občini Ptuj.

### Prebivalstvo
Prebivalstvo je večinoma zaposleno v bližnjem Ptuju, nekaj pa jih tudi kmetuje. 

### Društva

#### PGD (prostovoljno gasilsko društvo) Kicar
Društvo je bilo ustanovljeno leta 1973. Isto leto pa so tudi kupili parcelo za izgradnjo gasilskega doma.

#### Druga društva
Imajo tudi krvodajalsko društvo v katerem sodeluje veliko krajanov. Mnogo njih pomaga tudi rdečemu križu.